# Wiesława Kwiatkowska
Wiesława Irena Kwiatkowska (ur. 31 maja 1936 w Gdyni, zm. 18 czerwca 2006 tamże) – polska dziennikarka, autorka książek o Gdyni, działaczka opozycji w PRL.

## Życiorys
Była córką robotnika portowego. W czasie II wojny światowej wysiedlona razem z rodziną do wsi Kowala Stępocina pod Radomiem. Po wojnie powróciła do Gdyni. Ukończyła filologię polską na Uniwersytecie Gdańskim.
W latach 1980–1981 pracowała w sekcji historycznej Zarządu Regionu „Solidarności” w Gdańsku, zbierając materiały dotyczące wydarzeń Grudnia 1970 na Wybrzeżu. Po wprowadzeniu stanu wojennego została aresztowana i skazana przez Sąd Marynarki Wojennej w Gdyni na pięć lat więzienia. Wyszła na wolność w marcu 1983 po złagodzeniu kary przez Najwyższą Izbę Wojskową. Współpracowała z wydawnictwami podziemnymi oraz kapelanem „Solidarności” ks. Hilarym Jastakiem. W 1986 nakładem Archiwum „Solidarności” wydała książkę Grudzień 1970 w Gdyni. Rok później została prewencyjnie zatrzymana razem z grupą opozycjonistów w czasie wizyty Jana Pawła II w Gdyni.
Po 1989 pracowała w „Tygodniku Gdańskim” i gdyńskim oddziale „Dziennika Bałtyckiego”. Opublikowała m.in. wywiad-rzekę z Andrzejem Gwiazdą Gwiazda miałeś rację (1990), a także kilka książek poświęconych Gdyni: Grudniowa apokalipsa (1993), Są wśród nas (wspólnie z Izabellą Greczanik-Filipp, praca o gdyńskich pomnikach, 2000), Gdyńskie cmentarze. O twórcach miasta, portu i floty (wspólnie z córką – Małgorzatą Sokołowską, 2003), Encyklopedia Gdyni (wspólnie z Małgorzatą Sokołowską i Izabellą Greczanik-Filipp, 2006).
W 1995 została skazana na trzy miesiące więzienia w zawieszeniu. Jej stwierdzenie opublikowane w „Dzienniku Bałtyckim”, że sędzia prowadzący proces w sprawie wydarzeń Grudnia 1970 jeździł uzgadniać wyrok do Warszawy, zostało uznane za obrazę sądu. Została pochowana na cmentarzu Witomińskim w Gdyni (kwatera 4-13-13).

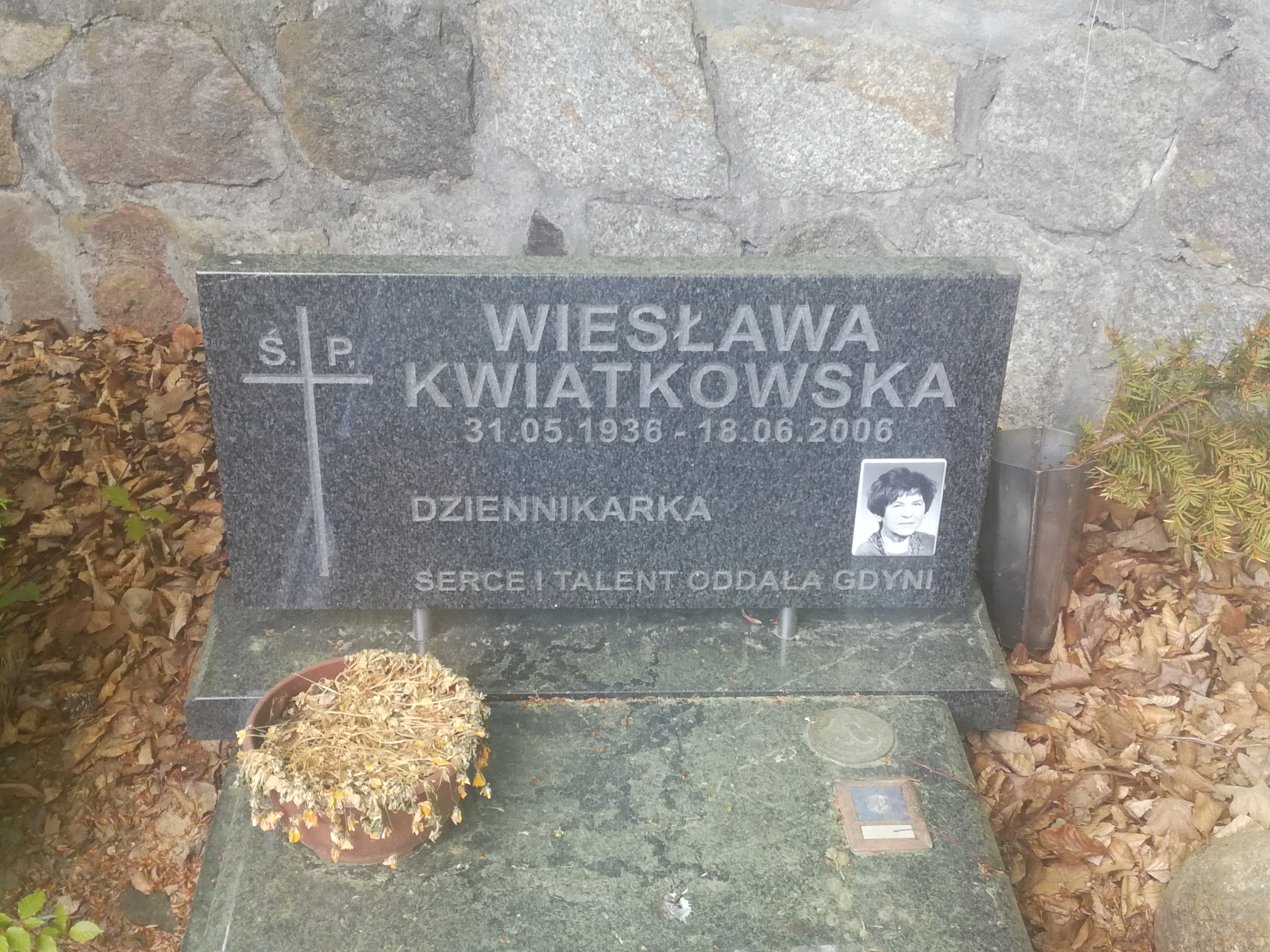
Grób Wiesławy Kwiatkowskiej na cmentarzu Witomińskim

## Odznaczenia i nagrody
- 2002: Medal Rady Miasta Gdyni im. Eugeniusza Kwiatkowskiego „za wybitne zasługi dla Gdyni”[1]
- 2006: Krzyż Oficerski Orderu Odrodzenia Polski[1][6] (nadany pośmiertnie)
- 2010: Krzyż Solidarności Walczącej (nadany pośmiertnie}
- 2016: Krzyż Wolności i Solidarności[7] (nadany pośmiertnie}